# Landivisiau
Landivisiau è un comune francese di 9 192 abitanti situato nel dipartimento del Finistère nella regione della Bretagna.
Qui si trova la base dell'Aéronautique navale di Landivisiau.

## Storia

### Simboli
Lo stemma comunale è stato adottato nel 1981.

## Società

### Evoluzione demografica
Abitanti censiti